# Élections cantonales de 2004 dans la Drôme
Les élections cantonales ont eu lieu les 21 et 28 mars 2004.
Lors de ces élections, 18 des 36 cantons de la Drôme ont été renouvelés. Elles ont vu l'élection de la majorité socialiste dirigée par Didier Guillaume, succédant à Jean Mouton, président UMP du conseil général depuis 2003.

## Contexte départemental

### Assemblée départementale sortante
Il comprend 36 conseillers généraux issus des 36 cantons de la Drôme ; 18 d'entre eux sont renouvelables lors de ces élections.
| Parti                              | Sigle | Élus |
| ---------------------------------- | ----- | ---- |
| Majorité (18 sièges)               |       |      |
| Union pour un mouvement populaire  | UMP   | 9    |
| Union pour la démocratie française | UDF   | 3    |
| Divers droite                      | DVD   | 5    |
| Mouvement démocrate                | MoDem | 1    |
| Opposition (18 sièges)             |       |      |
| Parti socialiste                   | PS    | 13   |
| Divers gauche                      | DVG   | 2    |
| Parti radical de gauche            | PRG   | 2    |
| Parti communiste français          | PCF   | 1    |
| Président du conseil général       |       |      |
| Jean Mouton (UDF-DVD)              |       |      |

## Résultats à l’échelle du département
Répartition départementale des résultats (2e tour).
- PCF (1,52 %)
- PS (43,79 %)
- DVG (5,4 %)
- CPNT (0,29 %)
- UMP (21,66 %)
- UDF (12,67 %)
- DVD (7,93 %)
- FN (6,73 %)

| Étiquette      | Étiquette                           | Premier tour | Premier tour | Second tour | Second tour | Sièges |
| Étiquette      | Étiquette                           | Voix         | %            | Voix        | %           | Sièges |
| -------------- | ----------------------------------- | ------------ | ------------ | ----------- | ----------- | ------ |
|                | Parti socialiste                    | 30 892       | 30,02        | 46 751      | 43,79       | 10     |
|                | Divers gauche                       | 7 769        | 7,55         | 5 765       | 5,40        | 2      |
|                | Les Verts                           | 6 196        | 6,02         |             |             |        |
|                | Parti communiste français           | 5 510        | 5,35         | 1 618       | 1,52        | 1      |
|                | Extrême gauche                      | 304          | 0,30         |             |             |        |
| Gauche         | Gauche                              | 50 671       | 49,24        | 54 134      | 50,71       | 13     |
|                |                                     |              |              |             |             |        |
|                | Union pour un mouvement populaire   | 16 774       | 16,30        | 23 126      | 21,66       | 3      |
|                | Front national                      | 15 304       | 14,87        | 7 188       | 6,73        | 0      |
|                | Union pour la démocratie française  | 11 528       | 11,20        | 13 526      | 12,67       | 2      |
|                | Divers droite                       | 8 048        | 7,82         | 8 470       | 7,93        | 0      |
|                | Chasse, pêche, nature et traditions | 185          | 0,18         | 313         | 0,29        | 0      |
|                | Extrême droite                      | 96           | 0,09         |             |             |        |
| Droite         | Droite                              | 51 936       | 50,46        | 52 623      | 49,28       | 5      |
|                |                                     |              |              |             |             |        |
|                | Écologistes                         | 287          | 0,28         |             |             |        |
|                | Divers                              | 21           | 0,02         |             |             |        |
|                |                                     |              |              |             |             |        |
| Inscrits       | Inscrits                            | 161 201      | 100,00       | 160 218     | 100,00      |        |
| Abstention     | Abstention                          | 54 775       | 33,98        | 48 602      | 30,33       |        |
| Votants        | Votants                             | 106 426      | 66,02        | 111 616     | 69,67       |        |
| Blancs et nuls | Blancs et nuls                      | 3 512        | 3,30         | 4 859       | 4,35        |        |
| Exprimés       | Exprimés                            | 102 914      | 96,70        | 106 757     | 95,65       |        |

### Résultats en nombre de sièges
| Parti | Sièges mis en jeu | Élus | Évolution |
| ----- | ----------------- | ---- | --------- |
| PS    | 8                 | 10   | +2        |
| UMP   | 3                 | 3    | =         |
| UDF   | 3                 | 2    | -1        |
| DVG   | 2                 | 2    | =         |
| PCF   | 1                 | 1    | =         |
| DVD   | 1                 | 0    | -1        |

### Assemblée générale à l'issue des élections
| Parti                             | Sigle | Élus |
| --------------------------------- | ----- | ---- |
| Majorité (20 sièges)              |       |      |
| Parti socialiste                  | PS    | 15   |
| Divers gauche                     | DVG   | 2    |
| Parti radical de gauche           | PRG   | 2    |
| Parti communiste français         | PCF   | 1    |
| Opposition (16 sièges)            |       |      |
| Union pour un mouvement populaire | UMP   | 9    |
| Divers droite                     | DVD   | 4    |
| Parti radical valoisien           | Rad   | 2    |
| Mouvement démocrate               | MoDem | 1    |
| Président du conseil général      |       |      |
| Didier Guillaume (PS)             |       |      |

## Résultats par canton

### Canton de Bourg-de-Péage
| Candidats      | Candidats                  | Étiquette      | Premier tour | Premier tour | Second tour | Second tour |
| Candidats      | Candidats                  | Étiquette      | Voix         | %            | Voix        | %           |
| -------------- | -------------------------- | -------------- | ------------ | ------------ | ----------- | ----------- |
|                | Didier Guillaume*          | PS             | 5 421        | 45,01        | 6 758       | 53,38       |
|                | Christian Gauthier         | DVD            | 2 630        | 21,84        | 3 384       | 26,73       |
|                | Joël Cheval                | FN             | 2 622        | 21,77        | 2 518       | 19,89       |
|                | Dominique Graillat-Reynaud | Verts          | 873          | 7,25         |             |             |
|                | Jean Trapier               | PCF            | 498          | 4,13         |             |             |
|                |                            |                |              |              |             |             |
| Inscrits       | Inscrits                   | Inscrits       | 19 423       | 100,00       | 19 422      | 100,00      |
| Abstention     | Abstention                 | Abstention     | 6 952        | 35,79        | 6 325       | 32,57       |
| Votants        | Votants                    | Votants        | 12 471       | 64,21        | 13 097      | 67,43       |
| Blancs et nuls | Blancs et nuls             | Blancs et nuls | 427          | 3,42         | 437         | 3,34        |
| Exprimés       | Exprimés                   | Exprimés       | 12 044       | 96,58        | 12 660      | 96,66       |

*sortant

### Canton de Bourg-lès-Valence
| Candidats      | Candidats       | Étiquette      | Premier tour | Premier tour | Second tour | Second tour |
| Candidats      | Candidats       | Étiquette      | Voix         | %            | Voix        | %           |
| -------------- | --------------- | -------------- | ------------ | ------------ | ----------- | ----------- |
|                | Marlène Mourier | UMP            | 3 630        | 36,30        | 5 227       | 49,64       |
|                | Alain Maurice*  | DVG            | 3 359        | 33,59        | 5 302       | 50,36       |
|                | Alain Adam      | FN             | 1 273        | 12,73        |             |             |
|                | Patrick Lart    | Verts          | 803          | 8,03         |             |             |
|                | Rosalie Kerdo   | DVG            | 518          | 5,18         |             |             |
|                | Gérard Esson    | PCF            | 417          | 4,17         |             |             |
|                |                 |                |              |              |             |             |
| Inscrits       | Inscrits        | Inscrits       | 16 059       | 100,00       | 16 059      | 100,00      |
| Abstention     | Abstention      | Abstention     | 5 739        | 35,74        | 5 022       | 31,27       |
| Votants        | Votants         | Votants        | 10 320       | 64,26        | 11 037      | 68,73       |
| Blancs et nuls | Blancs et nuls  | Blancs et nuls | 320          | 3,10         | 508         | 4,60        |
| Exprimés       | Exprimés        | Exprimés       | 10 000       | 96,90        | 10 529      | 95,40       |

*sortant

### Canton de Chabeuil
| Candidats      | Candidats        | Étiquette      | Premier tour | Premier tour | Second tour | Second tour |
| Candidats      | Candidats        | Étiquette      | Voix         | %            | Voix        | %           |
| -------------- | ---------------- | -------------- | ------------ | ------------ | ----------- | ----------- |
|                | Pascal Pertusa   | PS             | 3 370        | 34,75        | 5 549       | 55,10       |
|                | Maurice Morin*   | UDF            | 3 304        | 34,07        | 4 522       | 44,90       |
|                | Philippe Rimbaud | FN             | 1 093        | 11,27        |             |             |
|                | Laurent Terrail  | Verts          | 1 067        | 11,00        |             |             |
|                | Claude Malin     | PCF            | 473          | 4,88         |             |             |
|                | Pascale Vanneaux | DVD            | 392          | 4,04         |             |             |
|                |                  |                |              |              |             |             |
| Inscrits       | Inscrits         | Inscrits       | 14 672       | 100,00       | 14 672      | 100,00      |
| Abstention     | Abstention       | Abstention     | 4 710        | 32,10        | 4 160       | 28,35       |
| Votants        | Votants          | Votants        | 9 962        | 67,90        | 10 512      | 71,65       |
| Blancs et nuls | Blancs et nuls   | Blancs et nuls | 263          | 2,64         | 441         | 4,20        |
| Exprimés       | Exprimés         | Exprimés       | 9 699        | 97,36        | 10 071      | 95,80       |

*sortant

### Canton de Chatillon-en-Diois
| Candidats      | Candidats                | Étiquette      | Premier tour | Premier tour | Second tour | Second tour |
| Candidats      | Candidats                | Étiquette      | Voix         | %            | Voix        | %           |
| -------------- | ------------------------ | -------------- | ------------ | ------------ | ----------- | ----------- |
|                | Alain Matheron           | PS             | 574          | 47,56        | 812         | 64,86       |
|                | Jean-Claude Chaffois     | UMP            | 253          | 20,96        | 440         | 35,14       |
|                | François Roiseux         | DVD            | 224          | 18,56        | Retrait     | Retrait     |
|                | Charles Metivier         | PCF            | 110          | 9,11         |             |             |
|                | Christine Alcouffe-Malet | FN             | 46           | 3,81         |             |             |
|                |                          |                |              |              |             |             |
| Inscrits       | Inscrits                 | Inscrits       | 1 698        | 100,00       | 1 698       | 100,00      |
| Abstention     | Abstention               | Abstention     | 464          | 27,33        | 374         | 22,03       |
| Votants        | Votants                  | Votants        | 1 234        | 72,67        | 1 324       | 77,97       |
| Blancs et nuls | Blancs et nuls           | Blancs et nuls | 27           | 2,19         | 72          | 5,44        |
| Exprimés       | Exprimés                 | Exprimés       | 1 207        | 97,81        | 1 252       | 94,56       |

### Canton de Die
| Candidats      | Candidats          | Étiquette      | Premier tour | Premier tour | Second tour | Second tour |
| Candidats      | Candidats          | Étiquette      | Voix         | %            | Voix        | %           |
| -------------- | ------------------ | -------------- | ------------ | ------------ | ----------- | ----------- |
|                | Bernard Condette   | PCF            | 680          | 21,53        | 1 618       | 50,83       |
|                | Bruno de Boisgelin | PS             | 610          | 19,31        | Retrait     | Retrait     |
|                | Jean-Pierre Simion | DVD            | 557          | 17,63        | 1 563       | 49,10       |
|                | Georges Berginiat  | UMP            | 489          | 15,48        | 2           | 0,06        |
|                | Caroline Dumas     | ECO            | 287          | 9,09         |             |             |
|                | Jean-Louis Virat   | DVG            | 220          | 6,96         |             |             |
|                | Éric Escortell     | FN             | 194          | 6,14         |             |             |
|                | Philippe Monsillon | EXG            | 122          | 3,86         |             |             |
|                |                    |                |              |              |             |             |
| Inscrits       | Inscrits           | Inscrits       | 4 608        | 100,00       | 4 609       | 100,00      |
| Abstention     | Abstention         | Abstention     | 1 360        | 29,51        | 1 180       | 25,60       |
| Votants        | Votants            | Votants        | 3 248        | 70,49        | 3 429       | 74,40       |
| Blancs et nuls | Blancs et nuls     | Blancs et nuls | 89           | 2,74         | 246         | 7,17        |
| Exprimés       | Exprimés           | Exprimés       | 3 159        | 97,26        | 3 183       | 92,83       |

### Canton de Dieulefit
| Candidats      | Candidats                | Étiquette      | Premier tour | Premier tour | Second tour | Second tour |
| Candidats      | Candidats                | Étiquette      | Voix         | %            | Voix        | %           |
| -------------- | ------------------------ | -------------- | ------------ | ------------ | ----------- | ----------- |
|                | Robert Palluel*          | UMP            | 1 384        | 34,80        | 1 916       | 46,60       |
|                | Christine Priotto        | PS             | 1 301        | 32,71        | 2 196       | 53,40       |
|                | Vincent Delmas           | Verts          | 713          | 17,93        | Retrait     | Retrait     |
|                | Jean-François Bouldouyre | FN             | 346          | 8,70         |             |             |
|                | Ghislaine Genneteau      | PCF            | 233          | 5,86         |             |             |
|                |                          |                |              |              |             |             |
| Inscrits       | Inscrits                 | Inscrits       | 5 669        | 100,00       | 5 670       | 100,00      |
| Abstention     | Abstention               | Abstention     | 1 572        | 27,73        | 1 375       | 24,25       |
| Votants        | Votants                  | Votants        | 4 097        | 72,27        | 4 295       | 75,75       |
| Blancs et nuls | Blancs et nuls           | Blancs et nuls | 120          | 2,93         | 183         | 4,26        |
| Exprimés       | Exprimés                 | Exprimés       | 3 977        | 97,07        | 4 112       | 95,74       |

*sortant

### Canton de Grignan
| Candidats      | Candidats            | Étiquette      | Premier tour | Premier tour | Second tour | Second tour |
| Candidats      | Candidats            | Étiquette      | Voix         | %            | Voix        | %           |
| -------------- | -------------------- | -------------- | ------------ | ------------ | ----------- | ----------- |
|                | Jean-François Siaud* | PS             | 1 831        | 43,29        | 2 624       | 62,43       |
|                | Bruno Durieux        | DVD            | 1 020        | 24,11        | 1 579       | 37,57       |
|                | Hugues de Cessole    | FN             | 541          | 12,79        |             |             |
|                | Bernard Barbier      | DVD            | 461          | 10,90        |             |             |
|                | Béatrice Rey         | PCF            | 216          | 5,11         |             |             |
|                | Josiane Gonnot       | Verts          | 161          | 3,81         |             |             |
|                |                      |                |              |              |             |             |
| Inscrits       | Inscrits             | Inscrits       | 5 815        | 100,00       | 5 815       | 100,00      |
| Abstention     | Abstention           | Abstention     | 1 488        | 25,59        | 1 369       | 23,54       |
| Votants        | Votants              | Votants        | 4 327        | 74,41        | 4 446       | 76,46       |
| Blancs et nuls | Blancs et nuls       | Blancs et nuls | 97           | 2,24         | 243         | 5,47        |
| Exprimés       | Exprimés             | Exprimés       | 4 230        | 97,76        | 4 203       | 94,53       |

*sortant

### Canton de Luc-en-Diois
| Candidats      | Candidats          | Étiquette      | Premier tour | Premier tour | Second tour | Second tour |
| Candidats      | Candidats          | Étiquette      | Voix         | %            | Voix        | %           |
| -------------- | ------------------ | -------------- | ------------ | ------------ | ----------- | ----------- |
|                | Marie-Lyse Galland | PS             | 333          | 28,66        | 449         | 37,57       |
|                | Raymond Parent     | DVD            | 295          | 25,39        | Retrait     | Retrait     |
|                | Bernard Buis       | DVG            | 255          | 21,94        | 463         | 38,74       |
|                | Jean-Pierre Rouit  | DVD            | 207          | 17,81        | 283         | 23,68       |
|                | Christian Chassaud | PCF            | 45           | 3,87         |             |             |
|                | Anne-Marie Pruvost | FN             | 27           | 2,32         |             |             |
|                |                    |                |              |              |             |             |
| Inscrits       | Inscrits           | Inscrits       | 1 557        | 100,00       | 1 557       | 100,00      |
| Abstention     | Abstention         | Abstention     | 365          | 23,44        | 318         | 20,42       |
| Votants        | Votants            | Votants        | 1 192        | 76,56        | 1 239       | 79,58       |
| Blancs et nuls | Blancs et nuls     | Blancs et nuls | 30           | 2,52         | 44          | 3,55        |
| Exprimés       | Exprimés           | Exprimés       | 1 162        | 97,48        | 1 195       | 96,45       |

### Canton de Montélimar-1
| Candidats      | Candidats          | Étiquette      | Premier tour | Premier tour | Second tour | Second tour |
| Candidats      | Candidats          | Étiquette      | Voix         | %            | Voix        | %           |
| -------------- | ------------------ | -------------- | ------------ | ------------ | ----------- | ----------- |
|                | Jean-Luc Vincent*  | PS             | 2 316        | 31,79        | 4 178       | 56,09       |
|                | Yves Goalard       | UMP            | 1 460        | 20,04        | 3 271       | 43,91       |
|                | François Viard     | FN             | 1 246        | 17,10        |             |             |
|                | Jean-Jacques Ayzac | DVD            | 1 003        | 13,77        |             |             |
|                | Andre Brun         | Verts          | 471          | 6,47         |             |             |
|                | Salim Bouziane     | DVG            | 354          | 4,86         |             |             |
|                | Sonia Colin        | PCF            | 339          | 4,65         |             |             |
|                | Philippe Michel    | EXD            | 96           | 1,32         |             |             |
|                |                    |                |              |              |             |             |
| Inscrits       | Inscrits           | Inscrits       | 12 538       | 100,00       | 12 537      | 100,00      |
| Abstention     | Abstention         | Abstention     | 4 941        | 39,41        | 4 498       | 35,88       |
| Votants        | Votants            | Votants        | 7 597        | 60,59        | 8 039       | 64,12       |
| Blancs et nuls | Blancs et nuls     | Blancs et nuls | 312          | 4,11         | 590         | 7,34        |
| Exprimés       | Exprimés           | Exprimés       | 7 285        | 95,89        | 7 449       | 92,66       |

### Canton de Montélimar-2
| Candidats      | Candidats           | Étiquette      | Premier tour | Premier tour | Second tour | Second tour |
| Candidats      | Candidats           | Étiquette      | Voix         | %            | Voix        | %           |
| -------------- | ------------------- | -------------- | ------------ | ------------ | ----------- | ----------- |
|                | Anne-Marie Rème-Pic | PS             | 2 262        | 21,82        | 5 153       | 46,74       |
|                | André Braem         | FN             | 1 991        | 19,20        | 1 906       | 17,29       |
|                | Alain Froment       | UMP            | 1 977        | 19,07        | 3 966       | 35,97       |
|                | Catherine Coutard   | DVG            | 1 524        | 14,70        |             |             |
|                | Jean-Louis Jullian  | UDF            | 1 303        | 12,57        |             |             |
|                | Hélène Planel       | Verts          | 656          | 6,33         |             |             |
|                | Annie Mazet         | PCF            | 378          | 3,65         |             |             |
|                | Robert Burel        | DVD            | 277          | 2,67         |             |             |
|                |                     |                |              |              |             |             |
| Inscrits       | Inscrits            | Inscrits       | 16 736       | 100,00       | 16 736      | 100,00      |
| Abstention     | Abstention          | Abstention     | 5 961        | 35,62        | 5 307       | 31,71       |
| Votants        | Votants             | Votants        | 10 775       | 64,38        | 11 429      | 68,29       |
| Blancs et nuls | Blancs et nuls      | Blancs et nuls | 407          | 3,78         | 404         | 3,53        |
| Exprimés       | Exprimés            | Exprimés       | 10 368       | 96,22        | 11 025      | 96,47       |

### Canton de La Motte-Chalancon
| Candidats      | Candidats      | Étiquette      | Premier tour | Premier tour |
| Candidats      | Candidats      | Étiquette      | Voix         | %            |
| -------------- | -------------- | -------------- | ------------ | ------------ |
|                | Claude Bres*   | UMP            | 422          | 57,18        |
|                | Gérard Szostak | PS             | 288          | 39,02        |
|                | Willy Leroy    | FN             | 28           | 3,79         |
|                |                |                |              |              |
| Inscrits       | Inscrits       | Inscrits       | 965          | 100,00       |
| Abstention     | Abstention     | Abstention     | 200          | 20,73        |
| Votants        | Votants        | Votants        | 765          | 79,27        |
| Blancs et nuls | Blancs et nuls | Blancs et nuls | 27           | 3,53         |
| Exprimés       | Exprimés       | Exprimés       | 738          | 96,47        |

*sortant

### Canton de Nyons
| Candidats      | Candidats        | Étiquette      | Premier tour | Premier tour | Second tour | Second tour |
| Candidats      | Candidats        | Étiquette      | Voix         | %            | Voix        | %           |
| -------------- | ---------------- | -------------- | ------------ | ------------ | ----------- | ----------- |
|                | Pierre Combes    | PS             | 2 839        | 43,68        | 3 722       | 55,05       |
|                | Michel Faure*    | UMP            | 1 737        | 26,73        | 1 980       | 29,29       |
|                | Daniel Pelissier | FN             | 1 219        | 18,76        | 1 059       | 15,66       |
|                | Laurent Donzet   | PCF            | 413          | 6,35         |             |             |
|                | Michel Tache     | DVG            | 291          | 4,48         |             |             |
|                |                  |                |              |              |             |             |
| Inscrits       | Inscrits         | Inscrits       | 9 831        | 100,00       | 9 810       | 100,00      |
| Abstention     | Abstention       | Abstention     | 3 087        | 31,40        | 2 837       | 28,92       |
| Votants        | Votants          | Votants        | 6 744        | 68,60        | 6 973       | 71,08       |
| Blancs et nuls | Blancs et nuls   | Blancs et nuls | 245          | 3,63         | 212         | 3,04        |
| Exprimés       | Exprimés         | Exprimés       | 6 499        | 96,37        | 6 761       | 96,96       |

*sortant

### Canton de Pierrelatte
| Candidats      | Candidats             | Étiquette      | Premier tour | Premier tour | Second tour | Second tour |
| Candidats      | Candidats             | Étiquette      | Voix         | %            | Voix        | %           |
| -------------- | --------------------- | -------------- | ------------ | ------------ | ----------- | ----------- |
|                | Marie-Pierre Mouton   | UDF            | 2 918        | 37,90        | 3 508       | 42,23       |
|                | Georges Le Dinahet    | PS             | 2 030        | 26,37        | 3 093       | 37,24       |
|                | Christophe Leydier    | FN             | 1 924        | 24,99        | 1 705       | 20,53       |
|                | Jean-Paul Viallard    | PCF            | 504          | 6,55         |             |             |
|                | Jean-Pierre Morichaud | Verts          | 323          | 4,20         |             |             |
|                |                       |                |              |              |             |             |
| Inscrits       | Inscrits              | Inscrits       | 12 372       | 100,00       | 12 373      | 100,00      |
| Abstention     | Abstention            | Abstention     | 4 362        | 35,26        | 3 818       | 30,86       |
| Votants        | Votants               | Votants        | 8 010        | 64,74        | 8 555       | 69,14       |
| Blancs et nuls | Blancs et nuls        | Blancs et nuls | 311          | 3,88         | 249         | 2,91        |
| Exprimés       | Exprimés              | Exprimés       | 7 699        | 96,12        | 8 306       | 97,09       |

### Canton de Rémuzat
| Candidats      | Candidats         | Étiquette      | Premier tour | Premier tour | Second tour | Second tour |
| Candidats      | Candidats         | Étiquette      | Voix         | %            | Voix        | %           |
| -------------- | ----------------- | -------------- | ------------ | ------------ | ----------- | ----------- |
|                | Hervé Rasclard    | PS             | 470          | 49,95        | 626         | 66,67       |
|                | Bernard Bailly    | CPNT           | 185          | 19,66        | 313         | 33,33       |
|                | Gilbert Fabre     | DVD            | 155          | 16,47        | Retrait     | Retrait     |
|                | Michel Buis       | PCF            | 87           | 9,25         |             |             |
|                | Pascal Pellegrini | FN             | 44           | 4,68         |             |             |
|                |                   |                |              |              |             |             |
| Inscrits       | Inscrits          | Inscrits       | 1 287        | 100,00       | 1 287       | 100,00      |
| Abstention     | Abstention        | Abstention     | 318          | 24,71        | 298         | 23,15       |
| Votants        | Votants           | Votants        | 969          | 75,29        | 989         | 76,85       |
| Blancs et nuls | Blancs et nuls    | Blancs et nuls | 28           | 2,89         | 50          | 5,06        |
| Exprimés       | Exprimés          | Exprimés       | 941          | 97,11        | 939         | 94,94       |

### Canton de Saint-Jean-en-Royans
| Candidats      | Candidats            | Étiquette      | Premier tour | Premier tour | Second tour | Second tour |
| Candidats      | Candidats            | Étiquette      | Voix         | %            | Voix        | %           |
| -------------- | -------------------- | -------------- | ------------ | ------------ | ----------- | ----------- |
|                | Danièle Pic*         | PS             | 1 205        | 34,78        | 1 948       | 53,98       |
|                | Jacques Baudoin      | DVD            | 827          | 23,87        | 1 661       | 46,02       |
|                | Danielle Bouvier     | UMP            | 592          | 17,09        | Retrait     | Retrait     |
|                | Yves Jouffrey        | DVG            | 330          | 9,52         |             |             |
|                | Jean-Claude Santiago | FN             | 217          | 6,26         |             |             |
|                | Jean-Paul Vieron     | Verts          | 167          | 4,82         |             |             |
|                | Gérard Florenson     | EXG            | 106          | 3,06         |             |             |
|                | Arthur Echevet       | SE             | 21           | 0,61         |             |             |
|                |                      |                |              |              |             |             |
| Inscrits       | Inscrits             | Inscrits       | 4 970        | 100,00       | 4 970       | 100,00      |
| Abstention     | Abstention           | Abstention     | 1 405        | 28,27        | 1 206       | 24,27       |
| Votants        | Votants              | Votants        | 3 565        | 71,73        | 3 764       | 75,73       |
| Blancs et nuls | Blancs et nuls       | Blancs et nuls | 100          | 2,81         | 155         | 4,12        |
| Exprimés       | Exprimés             | Exprimés       | 3 465        | 97,19        | 3 609       | 95,88       |

*sortant

### Canton de Tain-l'Hermitage
| Candidats      | Candidats          | Étiquette      | Premier tour | Premier tour | Second tour | Second tour |
| Candidats      | Candidats          | Étiquette      | Voix         | %            | Voix        | %           |
| -------------- | ------------------ | -------------- | ------------ | ------------ | ----------- | ----------- |
|                | Gilbert Bouchet*   | UDF            | 4 003        | 43,44        | 5 496       | 56,98       |
|                | Thierry Chailloux  | PS             | 2 757        | 29,92        | 4 149       | 43,02       |
|                | Chantal Bouchardon | FN             | 1 228        | 13,33        |             |             |
|                | Jacques Pradelle   | DVG            | 725          | 7,87         |             |             |
|                | Danielle Garnier   | PCF            | 501          | 5,44         |             |             |
|                |                    |                |              |              |             |             |
| Inscrits       | Inscrits           | Inscrits       | 14 387       | 100,00       | 14 387      | 100,00      |
| Abstention     | Abstention         | Abstention     | 4 785        | 33,26        | 4 224       | 29,36       |
| Votants        | Votants            | Votants        | 9 602        | 66,74        | 10 163      | 70,64       |
| Blancs et nuls | Blancs et nuls     | Blancs et nuls | 388          | 4,04         | 518         | 5,10        |
| Exprimés       | Exprimés           | Exprimés       | 9 214        | 95,96        | 9 645       | 94,90       |

*sortant

### Canton de Valence-2
| Candidats      | Candidats         | Étiquette      | Premier tour | Premier tour | Second tour | Second tour |
| Candidats      | Candidats         | Étiquette      | Voix         | %            | Voix        | %           |
| -------------- | ----------------- | -------------- | ------------ | ------------ | ----------- | ----------- |
|                | Nicolas Daragon   | UMP            | 2 770        | 45,48        | 3 546       | 56,01       |
|                | Frédéric Jean     | PS             | 2 785        | 28,01        | 1 706       | 43,99       |
|                | Simon Paraghamian | FN             | 660          | 10,84        |             |             |
|                | Dominique Allain  | Verts          | 503          | 8,26         |             |             |
|                | Thierry Chantrier | PCF            | 259          | 4,25         |             |             |
|                | Gérard Bouchet    | DVG            | 193          | 3,17         |             |             |
|                |                   |                |              |              |             |             |
| Inscrits       | Inscrits          | Inscrits       | 9 909        | 100,00       | 9 910       | 100,00      |
| Abstention     | Abstention        | Abstention     | 3 633        | 36,66        | 3 310       | 33,40       |
| Votants        | Votants           | Votants        | 6 276        | 63,34        | 6 600       | 66,60       |
| Blancs et nuls | Blancs et nuls    | Blancs et nuls | 185          | 2,95         | 269         | 4,08        |
| Exprimés       | Exprimés          | Exprimés       | 6 091        | 97,05        | 6 331       | 95,92       |

### Canton de Valence-4
| Candidats      | Candidats                   | Étiquette      | Premier tour | Premier tour | Second tour | Second tour |
| Candidats      | Candidats                   | Étiquette      | Voix         | %            | Voix        | %           |
| -------------- | --------------------------- | -------------- | ------------ | ------------ | ----------- | ----------- |
|                | Jean-Charles Faivre-Pierret | UMP            | 2 060        | 40,11        | 2 778       | 50,63       |
|                | Pierre-Antoine Molina       | PS             | 1 579        | 30,74        | 2 709       | 49,37       |
|                | Jean-Claude Durieux         | FN             | 605          | 11,78        |             |             |
|                | Danielle Persico            | Verts          | 459          | 8,94         |             |             |
|                | Jean-Michel Bochaton        | PCF            | 357          | 6,95         |             |             |
|                | Aurélie Manini              | EXG            | 76           | 1,48         |             |             |
|                |                             |                |              |              |             |             |
| Inscrits       | Inscrits                    | Inscrits       | 8 705        | 100,00       | 8 706       | 100,00      |
| Abstention     | Abstention                  | Abstention     | 3 433        | 39,44        | 2 981       | 34,24       |
| Votants        | Votants                     | Votants        | 5 272        | 60,56        | 5 725       | 65,76       |
| Blancs et nuls | Blancs et nuls              | Blancs et nuls | 136          | 2,58         | 238         | 4,16        |
| Exprimés       | Exprimés                    | Exprimés       | 5 136        | 97,42        | 5 487       | 95,84       |

*sortant